# Sari (Sape)
Sari is een bestuurslaag in het regentschap Bima van de provincie West-Nusa Tenggara, Indonesië. Sari telt 3032 inwoners (volkstelling 2010).